# Langrayen à tête noire
Artamus monachus
Espèce
Statut de conservation UICN

 LC  : Préoccupation mineure
Le Langrayen à tête noire (Artamus monachus) est une espèce de petits passereaux de la famille des Artamidae.

## Répartition
Il peuple l'archipel des Célèbes et les îles Sula.

## Habitat
Il habite les forêts humides tropicales et subtropicales en plaine et les montagnes humides tropicales et subtropicales.